# Microcosmus glacialis
Microcosmus glacialis is een zakpijpensoort uit de familie van de Pyuridae. De wetenschappelijke naam van de soort is voor het eerst geldig gepubliceerd in 1859 door Sars.